# Phyllactis dorotheae
Phyllactis dorotheae là một loài thực vật có hoa trong họ Kim ngân. Loài này được Weberl. miêu tả khoa học đầu tiên năm 1981.